# Pilawa (gmina)
Pour les articles homonymes, voir Pilawa (homonymie).
Pilawa est une gmina (commune) mixte (urbaine-rurale) du powiat de Garwolin, dans la Voïvodie de Mazovie, dans le centre-est de la Pologne.
Son siège administratif est la ville de Pilawa, qui se trouve à 10 kilomètres au nord-ouest de Garwolin (siège de la powiat) et à 47 kilomètres au sud-est de Varsovie (capitale de la Pologne).
La gmina couvre une superficie de 77,25 km2 pour une population de 10 435 habitants en 2006, avec une population de 4 196 habitants dans la ville de Pilawa et une population rurale de 6 239 habitants.

## Histoire
De 1975 à 1998, la gmina est attachée administrativement à la voïvodie de Siedlce. Depuis 1999, elle fait partie de la voïvodie de Mazovie.

## Géographie
À part la ville de Pilawa, la gmina inclut les villages et localités suivantes :
- Gocław
- Jaźwiny
- Kalonka
- Lipówki
- Łucznica
- Niesadna
- Niesadna-Przecinka
- Puznówka
- Trąbki
- Wygoda
- Żelazna

### Gminy voisines
La gmina de Pilawa est voisine des gminy suivantes :
- Garwolin
- Kołbiel
- Osieck
- Parysów
- Siennica

## Structure du terrain
D'après les données de 2002, la superficie de la commune de Garwolin est de 77,25 km², répartis comme tel :
- terres agricoles : 52 %
- forêts : 37 %

La commune représente 6,01 % de la superficie du powiat.

## Démographie
Données du 30 juin 2004 :
| description        | Total  | Total | Femmes | Femmes | Hommes | Hommes |
| ------------------ | ------ | ----- | ------ | ------ | ------ | ------ |
| Unité              | Nombre | %     | Nombre | %      | Nombre | %      |
| population         | 10 432 | 100   | 5 302  | 50,8   | 5 130  | 49,2   |
| Densité (hab./km²) | 135    | 135   | 68,6   | 68,6   | 66,4   | 66,4   |